# Seán Potts
Seán Potts, né le 5 octobre 1930 à Drimnagh (banlieue sud de Dublin, Irlande) et mort le 11 février 2014, est un musicien irlandais traditionnel de tin whistle. Il fait partie du groupe The Chieftains de 1962 à 1979.

## Avec The Chieftains
Seán Potts est l'un des membres fondateurs du groupe. Avec son ami Paddy Moloney, whistler également avec qui il partage des arrangements musicaux, il participe à des sessions dans la région de Dublin, dans les années 1950.
En 1962, Potts participe à la formation des Chieftains, qu'il quitte brièvement en 1968 pour honorer un contrat ave Gael-Linn Records. Whistler à l'origine, il joue également du bodhrán et des os.
Il demeure au sein du groupe jusqu'en 1979, le quittant à un moment où les contraintes de prestations en public et de tournées internationales deviennent très lourdes.

## Autres participations
Avant The Chieftains, Seán Potts est un des membres fondateurs de Ceoltóirí Chualann, sous la direction de Seán Ó Riada.
En 1972, encore membre de The Chieftains, Seán Potts, Paddy Moloney et Peadar Mercier (un autre membre de The Chieftains) enregistre l'album Tin Whistles, dans lequel Potts et Moloney interprètent des airs au tin whistle, accompagnés uniquement par un bodhrán, démontrant les capacités d'un instrument aussi simple entre les mains de maîtres accomplis.
Après 1979, Seán Potts travaille pour Radio Telefís Éireann et fonde le groupe Bakerswell, avec lequel il entreprend des tournées (celle parcourant les États-Unis eut un grand succès) afin de recueillir des fonds pour Na Piobaire Uilleann, une association de sonneurs d'uilleann pipes.

## Aujourd'hui
Seán Potts s'est retiré de la scène traditionnelle, mais on peut encore l'entendre jouer dans quelques festivals locaux, ou occasionnellement à l'étranger. Il est également le président honoraire, après en avoir été le président, de Na Píobairí Uilleann à Dublin.

## Autres instruments
Seán Potts joue également du bodhrán et des os, et a tenté d'apprendre la technique des uilleann pipes, bien qu'il ait admis n'avoir jamais été vraiment à son aise avec cet instrument, qu'il abandonne après quelques années de pratique, pour retrouver son whistle.

## La famille Pott
La famille Potts a donné beaucoup de virtuoses à la musique irlandaise traditionnelle, à commencer par son grand-père John Potts, un joueur de uilleann pipes accompli, son oncle Tommy Potts, un des fiddlers irlandais les plus remarquables, et Eddie Potts, qui était à la fois un sonneur de pipes, un fiddler et un saxophoniste de jazz qui se produisit dans de nombreuses occasions à Dublin. Sa tante Teresa jouait à la perfection de l'accordéon et du piano, sur les scènes des années 1950. Sa tante Mary (sœur Kevin dans les ordres) était professeur de musique au couvent de An Daingean dans le comté de Kerry. Son cousin Patrick était maître de chœur.
Pour ce qui est des générations nouvelles, Seán Óg, fils de Seán Potts, est un joueur de uilleann pipes renommé, qui a joué avec son père au sein de Bakerswell, ainsi qu'avec Dónal Lunny Band et a également enregistré un album solo.

## Discographie
Avec Seán Ó Ríada et Ceoltóirí Cualann 
- The Playboy of the Western World - 1961 ;
- Reacaireacht an Riadaigh - 1963 /2002 ;
- Ding Dong - 1963/2002 ;
- Ó Ríada sa Gaiety le Seán Ó - 1970/1988 ;
- Ó Ríada - 1971/1996 ;
- Playboy of the Western World - 1963 ;
- Battle of Aughrim - textes de Richard Murphy et musique de Seán Ó Riáda et Ceoltóirí Cualann Claddagh Records - 1968.

Autres enregistrements 
- Tin Whistles avec Paddy Moloney - 1974 ;
- Carolan's Receipt, volume 1 - 1975 ;
- Musical Ireland Claddagh Records - 1983 ;
- Claddagh's Choice - 1984 ;
- Bakerswell - 1988 ;

Recueil d'airs
- Irish Tin Whistle Legends - 1989